# Megatrioza concava
Megatrioza concava är en insektsart som först beskrevs av Leonard D. Tuthill 1943.  Megatrioza concava ingår i släktet Megatrioza och familjen spetsbladloppor. Inga underarter finns listade i Catalogue of Life.